# The Price of Art
The Price of Art est un film muet américain réalisé par Colin Campbell et sorti en 1912.

## Fiche technique
- Titre : The Price of Art
- Réalisation : Colin Campbell
- Scénario : Colin Campbell
- Production : William Selig
- Dates de sortie : 
  -  États-Unis : 10 juin 1912

## Distribution
- Tom Santschi : Tom King
- Frank Richardson
- Freddie Fralick
- Bessie Eyton : la fille aveugle
- Phyllis Gordon : Jessie Fiske